# Fawzia Koofi
Fawzia Koofi  (Badajshán, 1975) (en persa: فوزیه کوفی‎) es una activista por los derechos de las mujeres y política afgana. En 2005 logró un escaño como diputada y fue vicepresidenta de la Asamblea Nacional de 2005 a 2014. Fue la primera mujer en ocupar este puesto. En 2014 presidió la Comisión de Mujeres, Sociedad Civil y Derechos Humanos de la Asamblea. En 2019 creó el partido Movimiento de Cambio por Afganistán. En 2020 es una de las cinco mujeres entre los 21 miembros del equipo gubernamental en las negociaciones de paz intraafganas. Ha sufrido dos atentados, uno en 2010 y el último en agosto de 2020 en el que resultó herida en un hombro provocando también daños en una mano.

## Biografía
Nacida en una familia polígama de siete mujeres, en un primer momento Koofi fue rechazada por sus padres debido a su sexo. Su padre Abdul Rouf, miembro del Parlamento afgano, se había casado con una mujer más joven, y su madre quería tener un varón para mantener el afecto de su esposo. El día que nació Fawzia, la habían dejado para que muriera al sol.
Cuando creció, se las arregló para persuadir a sus padres de que la llevaran a la escuela, convirtiéndose en la única niña de la familia en tener esta oportunidad. Se graduó de la universidad con una maestría en administración y negocios. Su padre parlamentario durante 25 años, murió al final de la primera guerra afgana (1979-1989), asesinado por los muyahidines.
En un principio Fawzia quería estudiar medicina pero finalmente optó por las ciencias políticas. 

### Trayectoria política
En 2001 inició su trayectoria política después de la caída de los talibanes, promoviendo el derecho a la educación de las niñas en la campaña "Regreso a la escuela". Colaboró con UNICEF de 2002 a 2004 como Oficial de Protección Infantil  trabajando con grupos vulnerables de personas desplazadas en su propio país, en su mayoría mujeres y menores marginados luchando para protegerlos de la violencia, la explotación y el abuso.

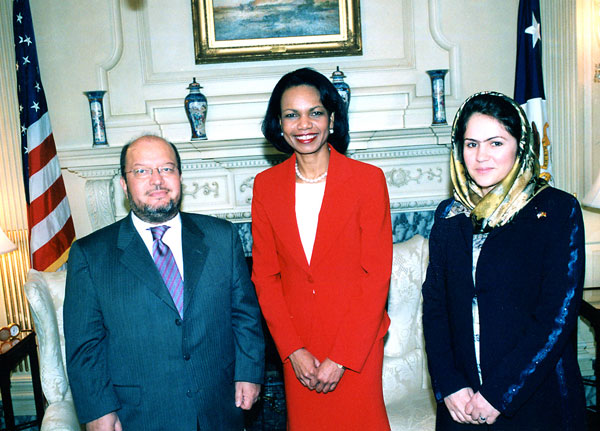
La secretaria de Estado de Estados Unidos Condoleezza Rice con Fawzia Koofi y Sayed Hamed Gailani en 2006.

En las elecciones parlamentarias de 2005, fue elegida parlamentaria en la Wolesi Jirga, la cámara baja de la Asamblea Nacional afgana, por el distrito de Badajshán, en la parte noreste del país. Fue elegida portavoz y vicepresidenta de la Asamblea Nacional convirtiéndose en la primera mujer en asumir la vicepresidencia en la historia de Afganistán. Fue reelegida en las elecciones parlamentarias de 2010 formando parte de las 69 mujeres miembros de la Asamblea.
En el Parlamento, se ha centrado principalmente en la defensa de los derechos de las mujeres, pero también ha legislado para la construcción de carreteras para conectar aldeas remotas con instalaciones educativas y de salud. En 2009 redactó la legislación sobre la eliminación de la violencia contra la mujer (EVAW). Firmado como decreto, el borrador debía ser votado para convertirse en un documento oficial de la constitución. Fue presentado al Parlamento en 2013 y bloqueado por los miembros conservadores que afirmaron que los artículos de la ley iban en contra del islam. A pesar de ello la ley se está implementando en las 34 provincias de Afganistán y los casos judiciales se están decidiendo de acuerdo con dicha ley.
Anunció su intención de postularse como presidenta de Afganistán en las elecciones presidenciales afganas de 2014 reivindicando la igualdad de derechos entre hombres y mujeres, la educación universal y la lucha contra la corrupción política, sin embargo la comisión electoral estableció la fecha de registro de candidaturas a octubre de 2013 y Fawzia no cumplía el requisito de edad mínima de 40 años.
En 2014 fue reelegida como miembro del Parlamento en 2014 asumiendo la presidencia de la Comisión de Mujeres, Sociedad Civil y Derechos Humanos de Afganistán.
En las elecciones de octubre de 2018 fue excluida de las elecciones bajo la acusación de liderar "una milicia armada". «He consagrado mi vida a luchar contra estos grupos y a defender los derechos humanos y los derechos de las mujeres» explicando su sorpresa cuando recibió la información de que había sido excluida de las elecciones por esta acusación. Koofi lo denunció como una decisión política, étnica y sexista. Se convocaron manifestaciones en su región para apoyarla.
En 2019 creó el partido Movimiento de Cambio para Afganistán  en inglés: Movement Of Change For Afghanistan 
En 2020 es una de las pocas mujeres de la comisión gubernamental para las negociaciones de paz interafganas.

### Intentos de asesinato
El 8 de marzo de 2010 sufrió un intento de asesinato cerca de la ciudad de Tora Bora cuando regresaba de un acto convocado en conmemoración del Día Internacional de la Mujer.
El 15 de agosto de 2020 sufrió otro atentado. El convoy en el que viajaba fue atacado en la noche por un grupo armado de desconocidos en el norte de Kabul, cuando regresaba de la provincia norteña de Parwan, informó en un comunicado el jefe del equipo negociador gubernamental, Masoum Stanekzai. Koofi resultó herida en un hombro y en una mano. Los talibanes negaron estar implicados en el nuevo intento de asesinato. Pocos días después, el 25 de agosto, sufrió también un atentado Saba Sahar, cineasta afgana y subdirectora del departamento de género de las fuerzas especiales de la policía de Kabul.

### Compromiso con los derechos de las mujeres
Fauwzia Koofi tiene entre sus prioridades la defensa de los derechos de las mujeres en Afganistán.
Entre las iniciativas por las que ha luchado en la Asamblea se encuentran la mejora de las condiciones de vida de las mujeres en las cárceles afganas, el establecimiento de una comisión para combatir la violencia -especialmente la violencia sexual- contra menores y la enmienda a la ley chií del estatuto personal.
También ha promovido la educación para mujeres y niñas abogando por el acceso a escuelas de calidad y creando oportunidades de educación no formal en la provincia de Badakhshan. Mientras se desempeñaba como vicepresidenta en 2005, Koofi recaudó fondos privados para la construcción de escuelas para niñas en provincias remotas. En 2009, fue seleccionada como Joven Líder Global por el Foro Económico Mundial.
En 2014, visitó a estudiantes que fueron víctimas de los talibanes y los alentó a continuar con su educación.

### Participación en las negociaciones de paz intraafganas
Fawzia Koofi es una de las 5 mujeres que forman parte del equipo gubernamental en las negociaciones de paz intraafganas previstas en Catar en 2020 tras la liberación de presos talibanes, uno de los escollos que dificultaban el comienzo de las conversaciones. Los derechos de las mujeres es uno de los principales temas a tratar en la mesa de negociación y una de las principales preocupaciones del Gobierno y las activistas, que temen que la vuelta de los talibanes al poder, limite de nuevo los derechos de las mujeres recuperados desde 2001 cuando los talibanes fueron expulsados del poder.
Los talibanes han insistido en declaraciones recientes que ya no se oponen a la educación de las mujeres pero en los territorios que todavía controlan, según la ONG Human Rights Watch, todavía restringen el acceso de las niñas y mujeres a la educación y no se procesa en los tribunales los casos de violencia contra las mujeres.
Desde la caída del régimen talibán las mujeres afganas mejoraron su acceso al funcionariado público pasando de cero a ocupar el 28 % de empleos públicos en 2019 y 3 millones y medio de niñas han tenido acceso a la escolarización, lo que supone el 38 % del alumnado.

## Vida personal
Koofi estaba casada con Hamid, ingeniero y profesor de química. Su matrimonio fue acordado por su familia, pero ella no desaprobó la elección. Diez días después de su boda, los talibanes arrestaron a su esposo y fue encarcelado. En prisión contrajo tuberculosis y murió poco después de su liberación en 2003. Fawzia Koofi vivió en Kabul con sus dos hijas adolescentes. En 2021 vive en el exilio.

## Autobiografía
En 2012 publicó el libro autobiográfico: The Favored Daughter: One Woman’s Fight to Lead Afghanistan into the Future (La hija favorecida: la lucha de una mujer para llevar a Afganistán al futuro) en el que narra sus memorias autobiográficas escritas con la ayuda de Nadene Ghouri. Publicado originalmente bajo el título Letters to My Daughter (Cartas a mi hija), esta edición fue publicada en 2012 por Palgrave Macmillan Publishers. El libro narra su vida su vida desde la infancia, educación y participación en la política. La narración de su vida se intercalan con cartas escritas a sus dos hijas.

#### Sinopsis
La historia abarca desde el momento del nacimiento de Fawzia hasta el presente cercano y su creciente carrera política. Koofi comienza el libro con una descripción de la familia en la que nació. Era la decimonovena de veintitrés de los hijos de su padre, y la última de los hijos de su madre. La familia practicaba la poliginia, el padre de Fawzia se había casado con siete mujeres. Ella presenta el tema de la opresión hacia las mujeres, uno que aparece a lo largo del trabajo, describiendo el día de su nacimiento. Su madre quedó devastada al enterarse de que había dado a luz a una "pobre niña" en lugar de un niño que podría haber recuperado el afecto de su esposo. Ella se niega a sostener a Fawzia después de su nacimiento, y el bebé se queda afuera al sol durante un día completo, desarrollando quemaduras solares de segundo grado.
Durante su narración, Koofi también describe las carreras políticas de su padre y abuelo, que crecerán para influir en muchos de sus puntos de vista políticos. Aun así, ella pasa la mayor parte del comienzo del libro describiendo la vida cotidiana de la casa de su infancia. La madre de Fawzia, aunque era la segunda esposa, era la “esposa principal” responsable de mantener el hogar en funcionamiento, especialmente cuando su esposo estaba fuera por asuntos políticos.
Koofi posteriormente vuelve al tema de la política y describe la atmósfera política de Afganistán como resultado de la presencia de la URSS en el país. Habiendo combatido a los soviéticos, los muyahidines ahora estaban ganando el control del país. Mientras el padre de Fawzia viaja a un centro político, los muyahidines lo matan, para consternación de Fawzia y su familia. Poco después, los muyahidines intentan asesinar a toda la familia de Fawzia, provocando que ella y su madre huyan del área controlada por los muyahidines a Faizabad y luego a Kabul. Desafortunadamente, no pasa mucho tiempo antes de que los muyahidines se hagan del control de todo Afganistán. En Kabul, Fawzia comienza a asistir a la escuela, a pesar de la actitud social negativa hacia la educación femenina. Por seguridad, también debe comenzar a usar un burka fuera de su casa, algo que hace con mucho resentimiento.
En este punto, Fawzia se entera de la muerte de su hermano Muqim, y el relato exhibe un cambio de tono, volviéndose más oscuro y más maduro. A medida que el tono se oscurece, también lo hacen los alrededores de Fawzia mientras los muyahidines abusan de su poder. Las violaciones, las explosiones y los disparos se vuelven comunes y las calles de Kabul se vuelven demasiado peligrosas para transitar con seguridad. Aun así, Fawzia se niega a dejar de asistir a clases y a lecciones de inglés, enfrentando las calles de la ciudad todos los días. En este punto de sus memorias, el sistema de apoyo de Fawzia cambia completamente cuando su madre se enferma gravemente justo cuando Fawzia conoce a su futuro esposo, Hamid. Luego, el sistema político y social también cambia debido a la invasión de los talibanes. El grupo extremista comienza a destruir las facetas históricas, culturales y educativas de Afganistán. Derriban escuelas, destruyen museos y prohíben celebraciones como bodas. Las mujeres tienen prohibido estudiar o trabajar, y son golpeadas si usan menos de un burka. Eventualmente, a las mujeres se les prohíbe incluso abandonar sus hogares si no están acompañadas por un muharram o un pariente sanguíneo masculino. Después de describir los horribles actos de los talibanes, Koofi comenta: "Todo esto supuestamente fue en nombre de Dios. Pero no creo que estas fueran las acciones de Dios. Eran las acciones de los hombres. Y estoy seguro de que Dios se habría alejado para llorar". Fawzia decide mudarse a otra provincia donde uno de sus hermanos ha estado viviendo para evitar a los talibanes.
Mientras están lejos de Kabul, los familiares de Hamid se acercan al hermano de Fawzia, Mirshakay, (porque sus padres ya no están vivos) para pedirle su mano en matrimonio. A pesar de la naturaleza escandalosa de los requisitos de su hermano para que se produzca el compromiso, Hamid y su familia adquieren los medios necesarios para cumplir con las solicitudes, y el compromiso se vuelve oficial. Fawzia pronto hace el peligroso viaje para regresar a Kabul.
La siguiente sección del libro se enfoca en la dificultad de Fawzia para tratar de planear una celebración tradicional de boda afgana mientras está bajo la dura regla de los talibanes. Peor aún, la semana después de la boda de Fawzia, los talibanes invaden el nuevo hogar de Fawzia y arrestan a su esposo en busca de Mirshakay, miembro de la lista de personas buscadas del régimen. Fawzia ayuda a su hermano a encontrar un lugar para esconderse de las autoridades y se siente abrumada de alegría y alivio cuando regresa a casa para encontrar a Hamid liberado inesperadamente. Más tarde, Mirshakay planea un viaje para escapar de Afganistán y buscar refugio en Pakistán. En unos instantes, estos planes se hacen imposibles cuando los oficiales talibanes irrumpieron en el apartamento de Fawzia e inmediatamente arrestaron a Mirshakay y Hamid. Fawzia logra ganarse el favor de suficientes hombres en el poder para lograr la liberación de los dos hombres, e inmediatamente huyen a Pakistán. Mientras están allí, Hamid y Mirshakay hacen contacto con el exiliado presidente de Afganistán, y Fawzia y Hamid se inspiran ante la perspectiva de su potencial regreso al poder y regreso a Kabul. Hamid es arrestado de inmediato por los talibanes.
Pasan tres meses antes de que Fawzia logre rescatar a Hamid de la cárcel, ya que se puso muy enfermo debido a las condiciones inhumanas de la prisión, y los dos inmediatamente viajan de regreso a Faizabad. En este punto, Fawzia da a luz a su primera hija, comienza a enseñar y queda embarazada por segunda vez. La carrera de Koofi pronto se recupera, y se le pide que participe en un proyecto de investigación con la Fundación para la Infancia. Esto lleva rápidamente a posiciones en UNICEF y la ONU, su carrera crece mientras lucha por equilibrar su carrera y su deber como cuidadora de sus dos hijas.
Los afganos encuentran alivio cuando las fuerzas militares estadounidenses expulsan a los talibanes en reacción a los ataques del 11 de septiembre, pero la alegría de Fawzia se convierte en dolor cuando la enfermedad de Hamid lo supera y fallece. Aun así, cuando Afganistán celebra sus primeras elecciones democráticas, Fawzia obtiene el permiso de su familia para postularse como miembro del parlamento. Increíblemente, ella no solo gana el asiento, sino que a través de su pasión y determinación también obtiene el puesto de vicepresidenta, un logro inaudito para una mujer.
El libro llega a su fin con algunas de las sugerencias de Koofi para mejorar su amada patria. Ella mira hacia el futuro y sus planes para postularse para presidenta de Afganistán. "El estatus de 'favorecida' de Koofi continúa mientras se casa con el hombre que ella y su madre eligieron, trabaja como profesora de inglés, se convierte en la primera mujer afgana en trabajar para UNICEF en Afganistán, y finalmente gana el apoyo de su familia para postularse para un puesto en el nuevo parlamento de Afganistán".

## Publicaciones
- Fawzia Koofi (abril de 2011). Letters to My Daughters. Canada: Douglas & Mcintyre. ISBN 978-1-55365-876-4.
- Fawzia Koofi (3 de enero de 2012). The Favored Daughter: One Woman's Fight to Lead Afghanistan into the Future. Estados Unidos: Palgrave Macmillan. ISBN 978-0-230-12067-9.

## Premios y reconocimientos
- 2021 Premio Casa Asia en categoría de Diversidad y Desarrollo sostenible.[20]